# Анжольра, Дельфен
Дельфе́н Анжольра́ (13 мая 1857 года, Кукурон — 23 декабря 1945 года, Тулуза) — французский академический живописец. Писал портреты, ню, интерьеры. Для своих работ использовал в основном акварель, масло и пастель. Анжольра известен своими интимными портретами молодых женщин, выполняющих рутинные дела, такие как чтение или шитьё, часто с подсветкой от искусственного освещения. Возможно, его самой известной работой является «Молодая женщина, читающая у окна».

## Биография
Дельфен Анжольра родился в местечке Кукурон, Ардеш. Был первым ребёнком Казимира Анжольра (Casimir Enjolras) и Дельфины Лоран (Delphine Laurens). С 1882 года Дельфен Анжольра учился в течение трёх лет в школе-интернате Нотр-Дам-де-Франс (Notre-Dame-de-France) в Ле-Пюи-ан-Веле. Живописи он учился у акварелиста Гастона Жерара в Парижской школе рисунка («École de Dessin de la Ville de Paris»), а также у Жана-Леона Жерома в Школе изящных искусств и Паскаля Даньян-Бувре.
Его мать умерла в возрасте 32 лет. Затем семья поселилась в Лангонь (Langogne).
По окончании школы в 1889 году ему предложили должность профессора рисования в средней школе в Гренобле. Но Дельфен Анжольра предпочёл посвятить себя живописи.
После учёбы в Париже он вернулся в Пюи-ан-Веле, где писал картины старых кварталов города и портреты. Его портрет префекта Боннефуа Сибура (Bonnefoy Sibour), сделанный на Корсике, позволит ему выставляться в 1889 году в Салоне французских художников. Позже он также выполнит портрет генерала де Сони (de Sonis), адмирала Файоля (Fayolle), генерала Тома (Thomas) и Шарля-Луи де Тенги (Charles Louis de Tinguy).
В 1892 году по приглашению депутата Блашера художник переехал в Сен-Жиль, где написал картины «Возвращение быков» («Le retour des Taureaux»), «Овцы Камарга» («Moutons de Camargue»), «Рынок в Сен-Жиле» («Marché de Saint-Gilles»), «После мессы» («Sortie de Messe»). Известны также его портреты местных жителей: мадам де Жофр, де Монлюиз, де Монтенар, де Сабран. В 1893 году художник женился на Мари Доде (Marie Daudet).
В начале своей карьеры Анжольра писал в основном пейзажи, любовь к рисованию портретов женщин проявилась позже. Художник менял жанры, ориентируясь в основном на изображения элегантных молодых женщин чаще при искусственном освещении. Дельфен Анжольра стал художником обнажённой натуры. Многие его произведения, такие как «Сиеста», имеют эротический и чувственный характер. Применяя в своих портретах технику пастельной живописи, он подчёркивал женскую грацию при свете костра или фонаря.
С 1890 года Дельфен Анжольра выставлял свои работы в салоне Парижском салоне, вступив в 1901 году в Общество французских художников. В том же году он получил академическую награду за свою картину «Смерть Дюпле».
Картины Анжольра хранятся в музеях Пюи и Авиньона.

## Список избранных работ
- Le Billet Doux (The Love Letter)[8]
- La Belle Fleur[9][10]
- Le Bouquet (The Bouquet)[11][12]
- Café à la Terrasse[13]
- Les Lampions (Hanging the Lanterns)[14]
- La Lanterne[15]
- La Lecture près de la Lampe (Reading by Lamplight)[16][17]
- La Lettre  (The Letter)[18][19]
- La Lettre, another painting by that name[20]
- Un Moment de Réflexion (A Moment of Reflexion)[21]
- Nude by Firelight [22][23]
- A Nude Reclining by the Fire[24][25]
- On the Terrace[26]
- La Sieste[27]
- Soir sur la Terrasse à la Pergola[28][29]
- La Toilette Hand[30]
- Молодая женщина читает у окна[31][32]

## Галерея

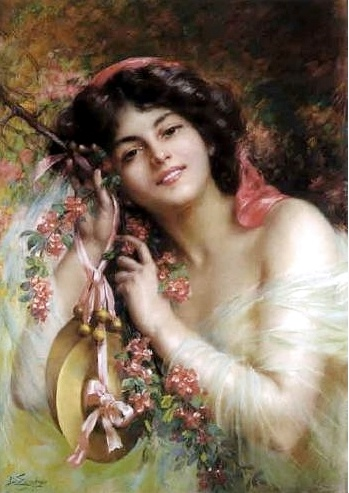
Дельфен Анжольра
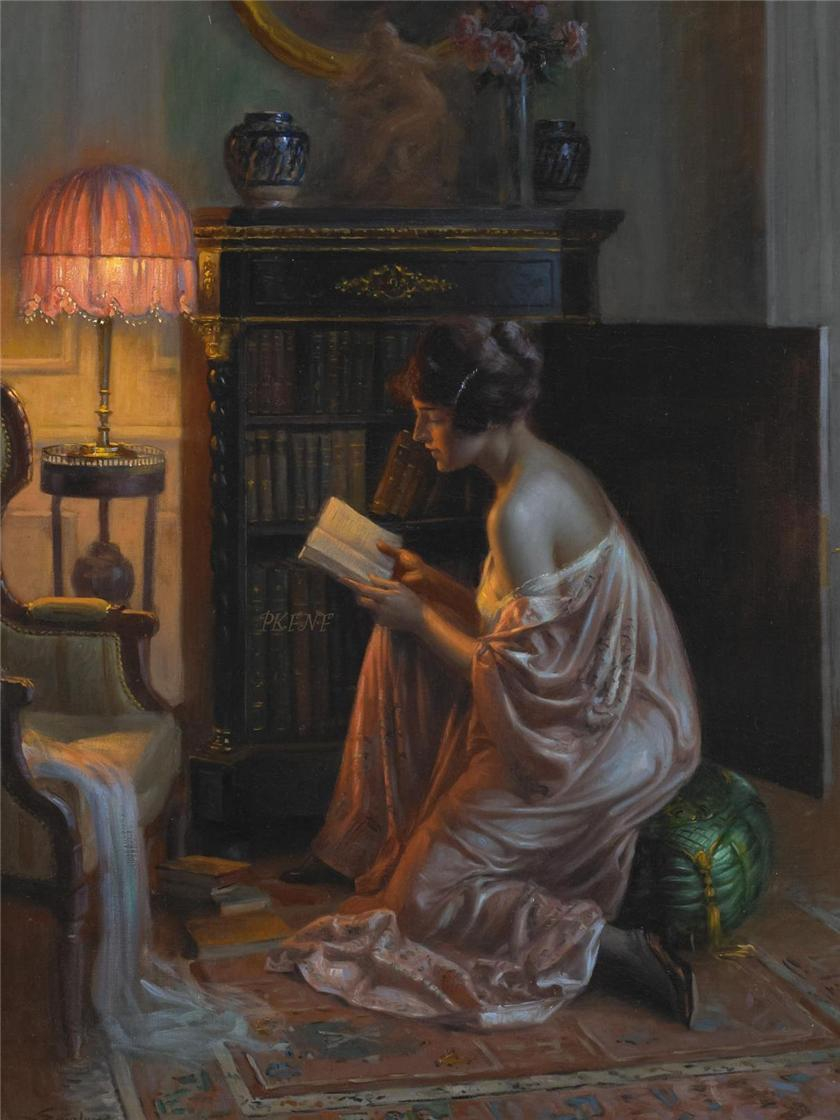
Дельфен Анжольра. Интересная книга
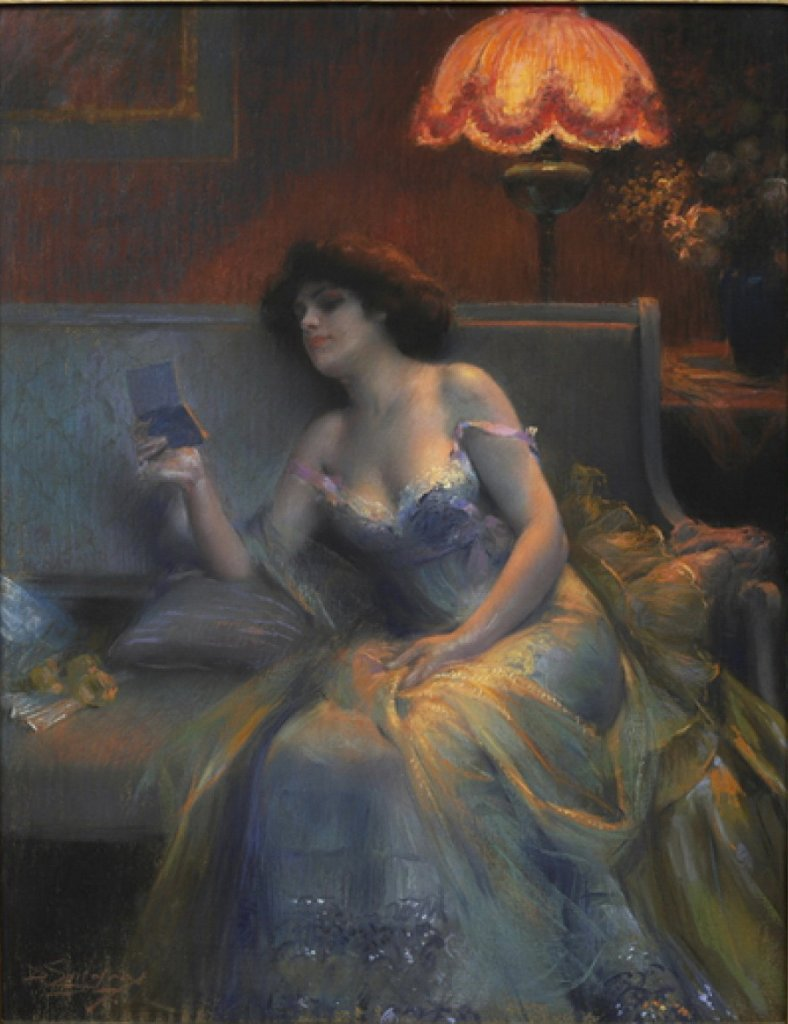
Дельфен Анжольра. Письмо
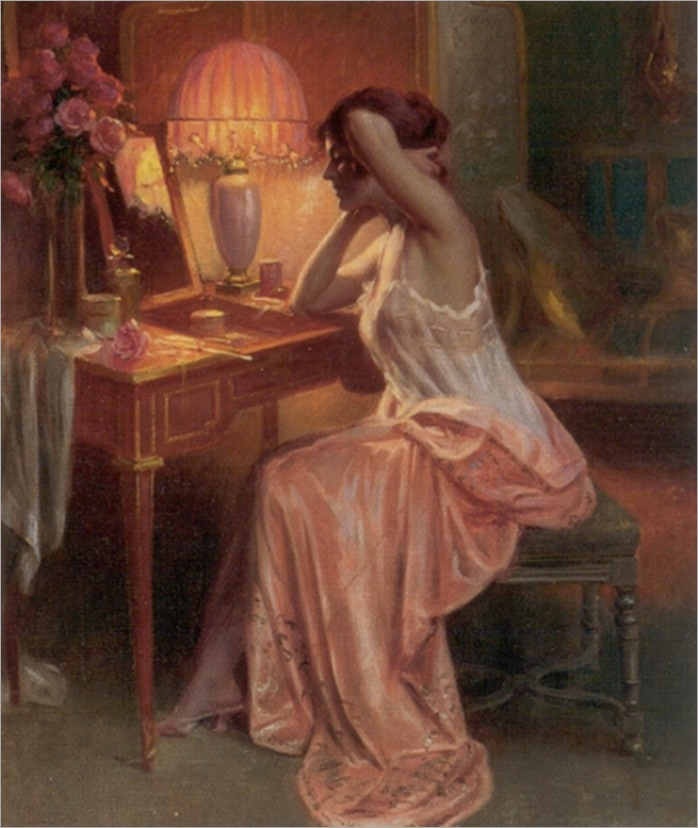
Дельфен Анжольра. Туалет
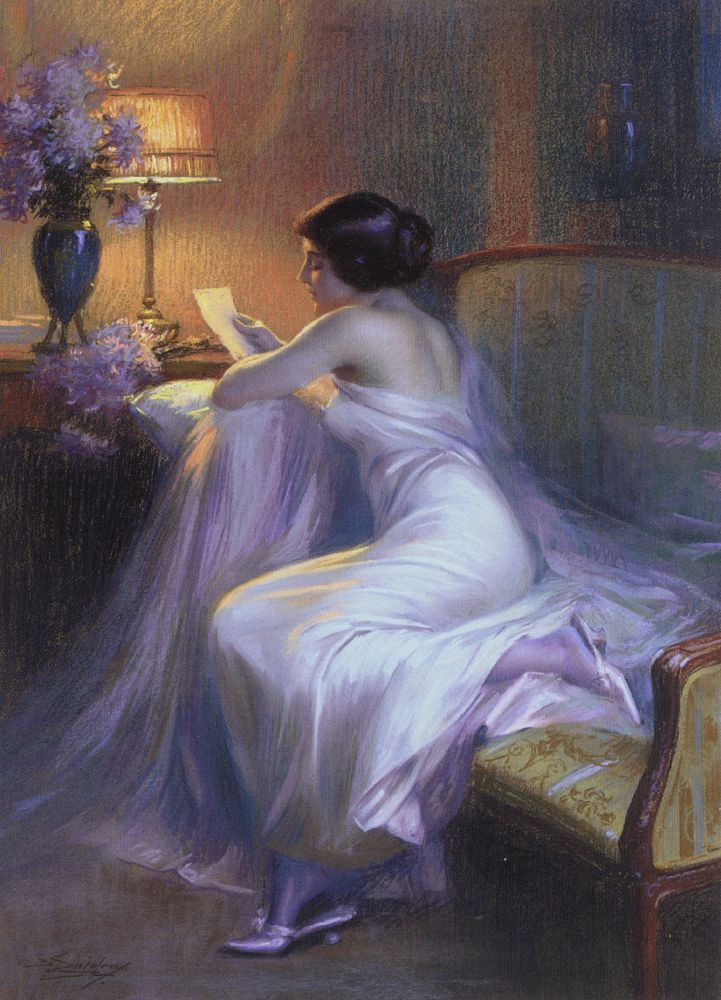
Дельфен Анжольра. Письмо
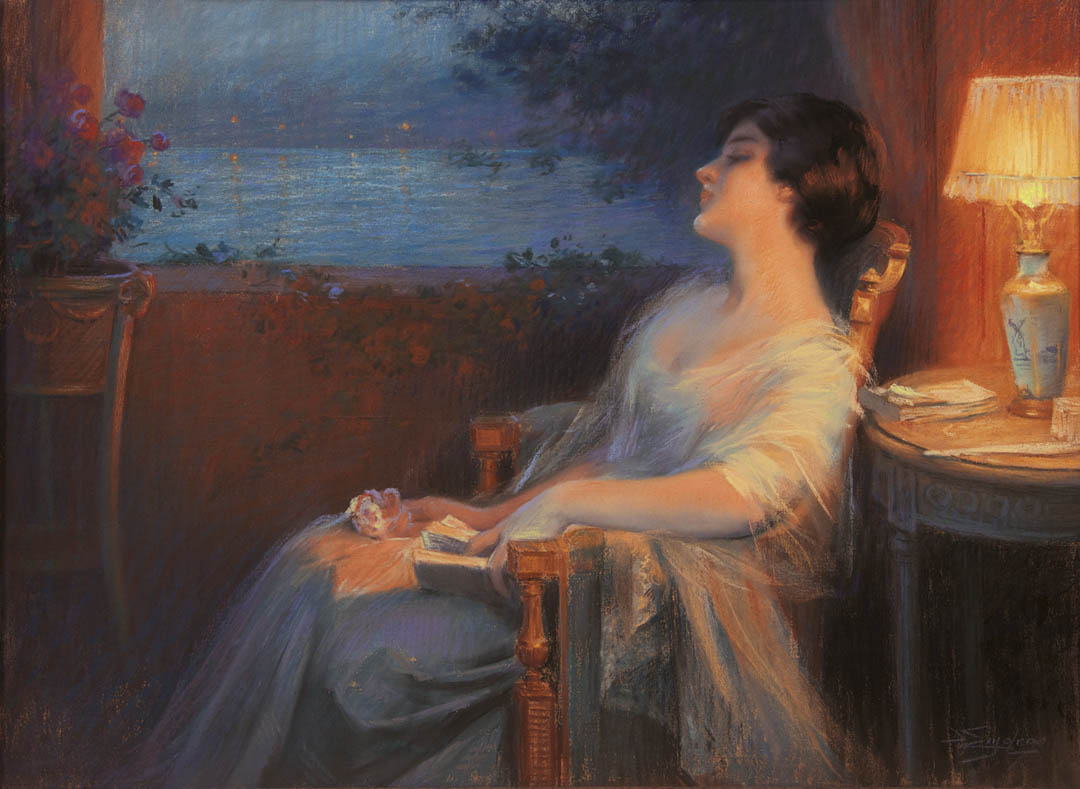
Дельфен Анжольра. Шёпот моря
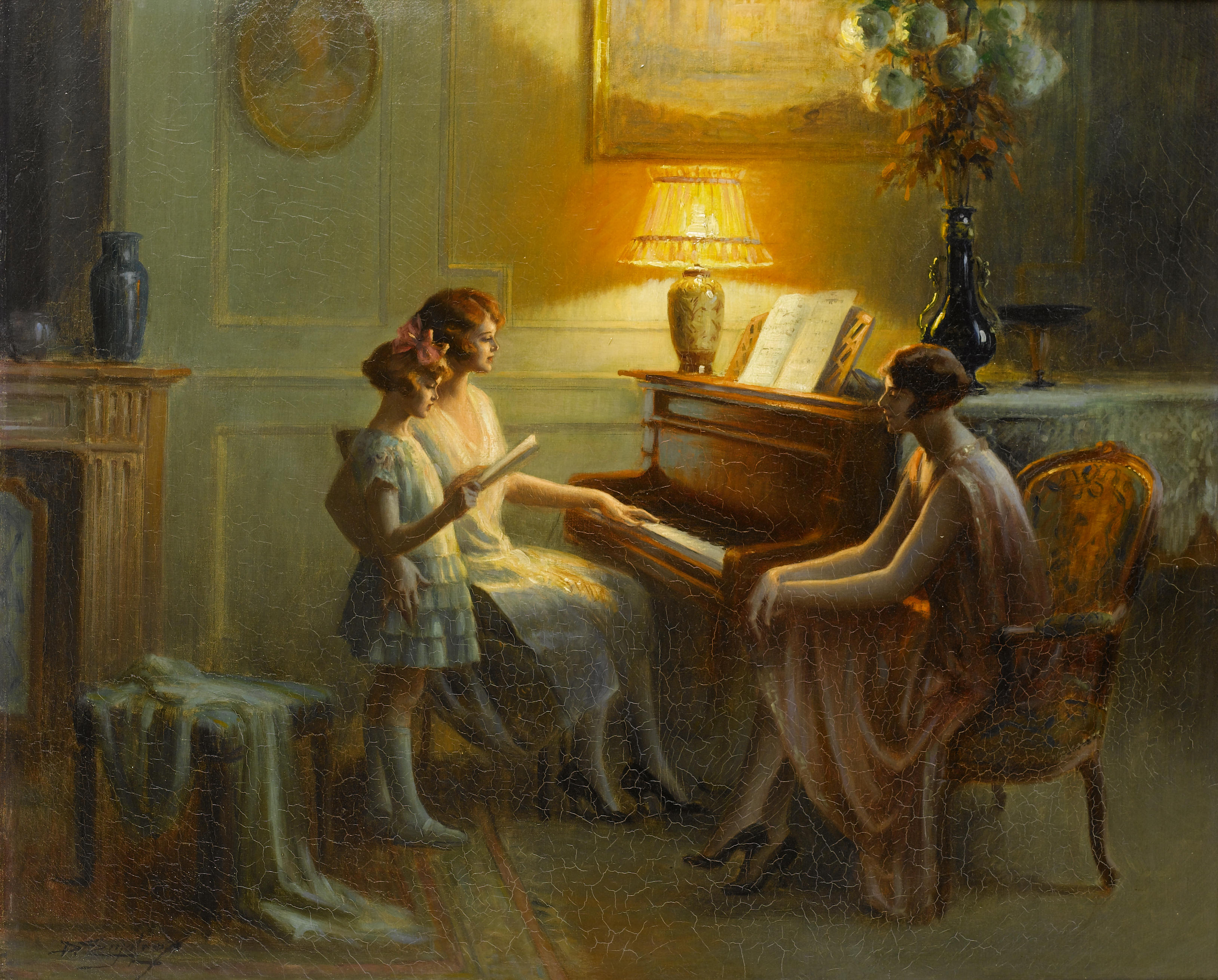
Дельфен Анжольра. За фортепиано
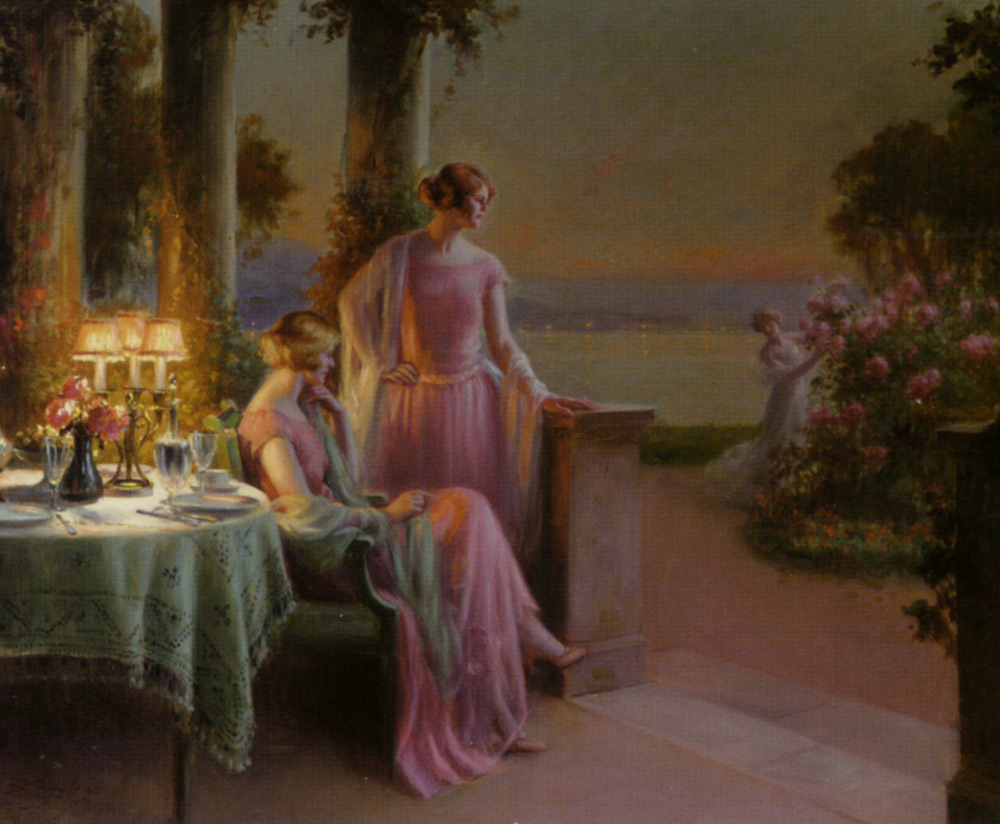
Дельфен Анжольра. Леди за чаепитием
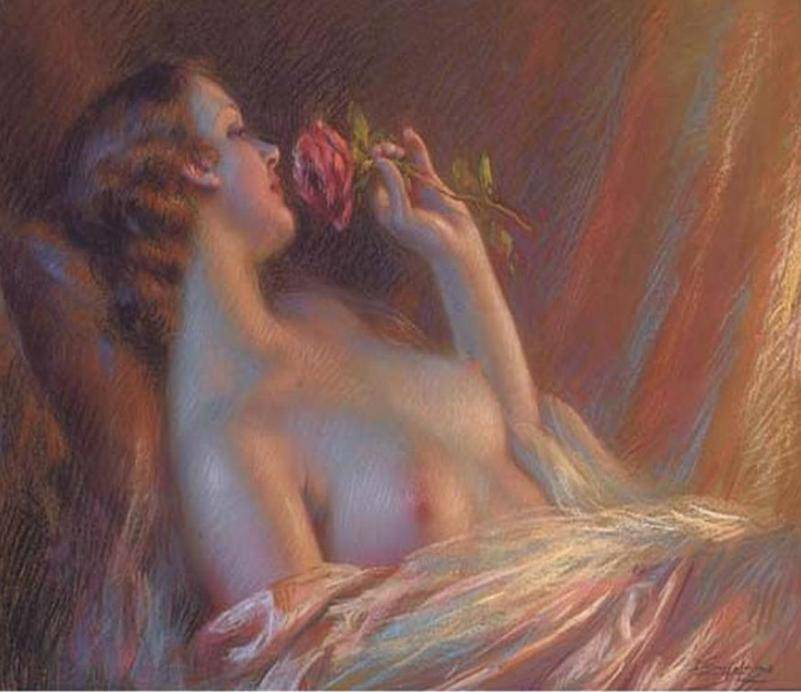
Дельфен Анжольра. Аромат
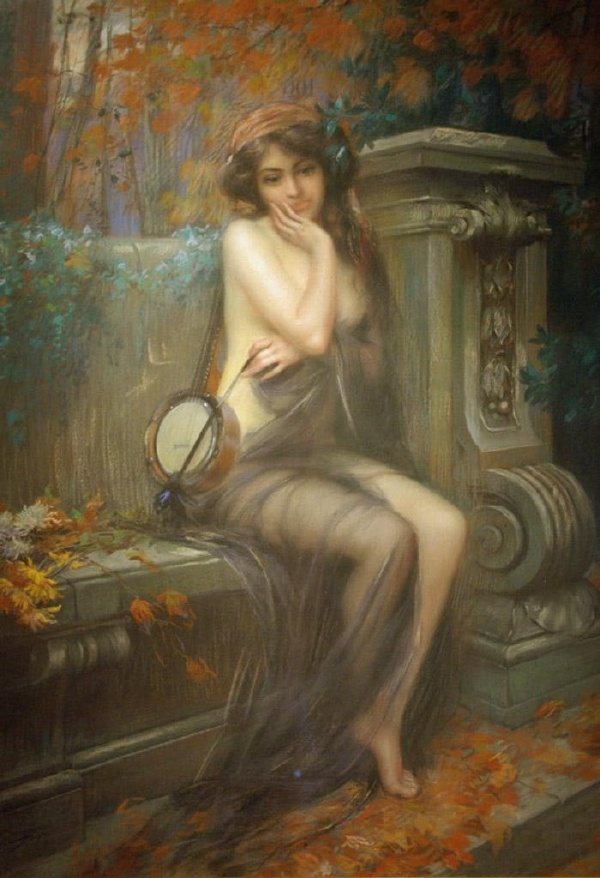
Дельфен Анжольра. Осенняя муза